# Basilinna (aves)
Basilinna es un género de aves apodiformes de la familia Trochilidae —los colibríes— que agrupa apenas a dos especies nativas de América del Norte y América Central, cuyas áreas de distribución se encuentran entre el extremo noroeste de Estados Unidos y norte de México hasta el sur de Nicaragua. A sus miembros se les conoce por el nombre común de colibríes, y también zafiros o chupaflores.

## Características
Los dos colibríes de este género son fornidos, de tamaño mediano, miden entre 8,5 y 10 cm de longitud; exhiben una notable franja postocular blanca que contrasta fuertemente con una amplia máscara auricular negruzca; el pico es rojo con punta negra en los machos y negro en las hembras; el dorso es verde metálico. 

## Sistemática
El género Basilinna fue propuesto por el ornitólogo alemán Friedrich Boie en 1831; la especie tipo subsecuentemente designada es Trochilus leucotis, actualmente Basilinna leucotis.

### Etimología
El nombre genérico femenino «Basilinna» proviene del griego y significa ‘reina’.

### Taxonomía
Las dos especies del género, inicialmente tratadas en el presente, fueron por mucho tiempo incluidas en el género Hylocharis, pero las diferencias ecológicas, de comportamiento, vocales, de plumaje y estructurales llevaron a separarlas nuevamemente en el presente género.

## Lista de especies
Según las clasificaciones del Congreso Ornitológico Internacional (IOC) y Clements Checklist/eBird, el género agrupa a las siguientes especies con el respectivo nombre popular de acuerdo con la Sociedad Española de Ornitología (SEO):
| Imagen | Nombre científico  | Autor            | Nombre común        | Estado de conservación | Distribución |
| ------ | ------------------ | ---------------- | ------------------- | ---------------------- | ------------ |
|        | Basilinna leucotis | (Vieillot, 1818) | colibrí orejiblanco | LC                     |              |
|        | Basilinna xantusii | (Lawrence, 1861) | colibrí de Xantus   | LC                     |              |